# Тривога (фільм, 1922)
Тривога (англ. Trouble) — американська комедійна драма режисера Альберта Остіна 1922 року.

## У ролях
- Джекі Куган — Денні, малюк
- Воллес Бірі — Ед Лі, водопровідник
- Глорія Хоуп — місіс Лі, дружина водопровідника
- Собака Квіні
- Валентайн Блек — дівчина
- Том Вілсон